# 고려대학교–연세대학교 정기전
연세대학교-고려대학교 정기전은 애교심을 고양하고 연세대와 고려대 양교의 친선을 도모하기 위한 목적으로 스포츠 경기를 비롯한 강연, 온라인 게임, 사회공헌활동과 같은 다양한 분야에서 승부를 겨루는 행사 일체를 의미한다. 약칭 연고전(延高戰) 또는 고연전(高延戰)으로 불리는데, 공식적으로는 두 학교의 협의에 의해 짝수 해는 고려대학교가 주최하는 연고전(延高戰), 홀수 해는 연세대학교가 주최하는 고연전(高延戰)으로 결정된다. 유사한 대학교 스포츠 대항전으로 미국의 하버드 대학교와 예일 대학교의 미식축구 경기, 영국의 옥스퍼드 대학교와 캠브리지 대학교의 조정 경기와 일본의 게이오기주쿠 대학과 와세다 대학의 ‘소케이센’(早慶戰) 등이 있다.
연고전/고연전은 매년 9월에 5개 구기종목의 운동부 선수들이 맞붙는 정기전 과 정기전 이외의 기간에 열리는 비정기전으로 크게 나누어볼 수 있으며, 이와 관련하여 교내에 축구부, 농구부, 야구부, 럭비부, 빙구부 등 5개 종목의 스포츠단체가 활동하고 있다. 흔히 일컬어지는 '연고전’이나 ‘고연전’이라는 명칭은 정기전을 의미하며, 아래에 이어지는 설명도 정기전에 관한 것이다.

## 역사 및 명칭

### 역사
연세대학교의 전신인 연희전문학교와 고려대학교의 전신인 보성전문학교가 처음으로 스포츠 시합에서 만난 것은 1923년 축구시합이었다는 진위여부가 불확실한 기사가 남아있으며공식적으로는 1925년 5월 30일에 열린 조선 체육회 주최 ‘제5회 전조선(全朝鮮) 정구대회'에서의 시합을 첫대결로 기록하고 있다. 양교의 실질적인 첫시합이 열린 것은 1927년 경성운동장에서 거행된 제8회 전조선 축구대회 준결승에서의 보성전문학교 축구부와 연희전문학교 축구부의 대결로, 연희전문학교 축구부가 보성전문학교 축구부를 3대0으로 이겼다. 그 후 1929년에 보성전문학교가 연희전문학교를 이겨 두 학교의 대결이 일반인의 관심을 불러일으켰으며 이어 1930년에 두 학교가 농구에서도 막강한 실력으로 서로 겨루게 되면서 이들 경기가 ‘연·보전’(또는 ‘보·연전’)으로 일반에 불리게 되었다 ‘민족적인 경기’가 된 이들 대결에서 보성전문학교 학생들은 꾕과리와 징을 울리면서 안암동에서 동대문의 서울 운동장까지 행진하여 연희전문학교의 학생들과 함께 양쪽으로 응원하면서 경기를 관람하였고, 경기에 이긴 쪽은 우승기를 들고 교가를 부르면서 종로네거리를 행진하였다.1943년에 징병제가 실시되어 시합이 중지되기 전까지 연희전문학교는 보성전문학교를 상대로 한 축구대회에서 31전 14승 17패를, 농구대회에서 62전 32승 30패를 기록하였다.
두 학교간의 대결은 광복 이후 1945년 12월 21일부터 이틀간 열린 ‘제1회 연보 OB 축구대회’를 통해 부활하였다. 1946년부터는 축구와 농구의 재학생 간 정기전이 매년 열리게 되었고, 1956년에는 야구, 럭비의 두 종목이 추가되었다. 다만, 우리나라 최초의 학교간 정기전은 1946년 시작된 배재학당과 양정의숙의 전 배재 대 전 양정 럭비정기전이며, 오늘날과 같은 규모의 정기전의 기틀이 마련된 것은 1959년의 일이다. 1961년부터 1964년까지는 5·16 군사정변 등의 이유로 정기전이 열리지 않았다. 1965년부터는 이틀 동안 다섯 경기가 일제히 치러지는 지금과 같은 경기방식이 완전히 자리를 잡았으며, 1970년대 중반부터 점차 정기전 때 고려대학교에서는 크림슨색 티셔츠를 입기 시작하였다. 1971년과 1972년, 1975년, 1980년, 1983년, 1996년, 2020년, 2021년에는 정기전이 열리지 않았다.
'신촌 독수리' 연세대와 '안암골 호랑이' 고려대가 3년만에 ‘자웅(雌雄)’을 겨룬다.
올해 정식명칭은 ‘연고전’이다. 이유는 주최 대학의 이름을 뒤에 붙이기로 했기 때문이다. 두 학교는 번갈아가며 대회를 주관하고 짝수 해엔 고려대가 주최해 ‘연고전’이 되고, 홀수 해엔 연세대학 주최하여 ‘고연전’이 된다.
올 ‘연고전’은 코로나19 확산으로 지난 2020년 24년만에 연고전이 취소된 후 3년만에 열리는 것이다.
2022년 4월 연세대와 고려대의 체육위원회는 ‘2022 연고전’을 대면으로 하기로 합의하기로 했다.

### 명칭
정기전은 그 명칭에 대한 입씨름에서부터 경기가 시작된다고도 하였다. ‘보·연전’과 ‘연·보전’, ‘고·연전’과 ‘연·고전’의 명칭에 대한 양보 없는 주장 또한 함께 내려온 전통이라는 것이다.
연고전 또는 고연전은 일제강점기에는 보연전 또는 연보전이었으나, 1946년에 두 학교의 교명이 바뀌어 현재의 명칭이 되었다. 정기전이 시작된 이후로는 연고전의 명칭이 주로 쓰였으나, 1958년부터 고려대학교 측에서 이의를 제기하였다. 1965년에는 고려대학교와 연세대학교 중 주최하는 학교가 상대방의 이름을 먼저 쓰기로 서로 약속하였다. 언론에서는 고연전보다 연고전의 사용 빈도가 높은데, 이는 정기전이 시작된 첫 10년 간 연고전으로 사용되면서 관습적으로 명칭이 굳어진 탓이라고도 한다.
두 학교 사이의 약속으로 정식 명칭이 실질적으로 방송 중계와 신문 보도 등의 공식 석상에서 사용되지만, 고려대학교에서는 고연전, 연세대학교에서는 연고전이라는 명칭으로 통용된다.
1990년 전후로 고연 민족해방제 또는 연고 민족해방제라는 이름으로 불리기도 하였다.

## 정기전 주최 및 일정
매년 9월에 열리는 정기전(정기친선경기대회)은 양교가 매년 번갈아 주관하며, 주최하는 학교에 따라 명칭이 바뀐다. 연세대학교에서는 연고전을 며칠 앞두고 신촌 오리엔테이션과 원주 오리엔테이션, 양교 합동 오리엔테이션이 각각 진행된다. 고려대학교 또한 고연전을 며칠 앞두고 안암 오리엔테이션과 세종 오리엔테이션, 합동 오리엔테이션이 각각 진행되며, 정기 고연전이 끝난 후에는 교우회 주최로 선후배 간의 화합의 장인 '1905 페스티벌'이 열린다. 이 행사는 동기회, 학과 교우회, 졸업생 개인이 학교 인근 주점을 예약해 후배들과 대화의 장을 마련하는 행사로, 68학번 동기회가 참살이길의 삼성통닭을 통째로 빌린 것이 그 시초이다.

### 사이버 정기전
사이버고연전 또는 사이버연고전은 정기전 기간 중 고려대학교와 연세대학교의 학생들이 e스포츠로 승부를 겨루는 행사이다.

## 평가
매년 개최되는 연고전/고연전에 대해 서로 상반된 내용의 평가가 존재한다. 연고전/고연전이 연세대학교와 고려대학교의 자긍심을 고취하는 전통적인 스포츠 친선 경기이며 대학 스포츠 발전에 이바지하였다는 평가와 더불어 시대적 맥락을 저버린 채 즐거움만 추구하며 폐쇄적인 엘리트 의식을 부추긴다는 비판이 있다. 한편 선수들 간의 충돌이나 경기 파행 사태 등의 지나친 성적 지상주의도 부정적 측면으로 지적되고 있다. 신촌과 안암의 상가 일대에서 벌어지는 고연전의 뒤풀이 문화와 주변을 고려하지 않은 응원 태도에 대한 비판도 있다. 2003년에는 고려대학교내 일부 학생 단체에 의해 '안티 고·연전 실천단'이 결성되어 고연전을 반대하는 운동이 전개되기도 하였다.

## 사건

### 고려대학교 축구부 감독 심판매수사건
서울지방경찰청 광역수사대는 시합에서 이기기 위해 상습적으로 심판을 매수하고 선수단의 공금을 횡령한 혐의로 전 고려대학교 축구부 감독에 대해 2010년 3월 19일에 구속영장을 신청했다. 광역수사대에 따르면 2009년 9월에 열린 연고전에서 이기기 위해 대한축구협회 경기분과 위원인 김 모에게 평소 친분이 있는 이 모와 윤 모를 심판으로 배정해 달라고 부탁했다고 하며 이런 방식으로 심판 11명에게 2천 3백여만원 상당의 금품을 제공했으며, 2008년부터 2009년 11월까지 경남 남해 축구대회, 전국대학축구대회 등 모두 9개 경기에서 승리했다. 또 운영비 등 명목으로 학부모로부터 억대의 돈을 받기도 하며 2007년 11월부터 2010년 12월까지 학부모 40여명으로부터 걷은 5억 8000여만원 중에서 1억 700여만원을 유흥비 등으로 탕진했다고 한다.

## 역대 전적

#### 정기전 이전
| 연도 | 야구                                               | 야구                                               | 농구                                               | 농구                                               | 럭비                                               | 럭비                                               | 축구                                               | 축구                                               | 종합전적                                           | 종합전적                                           | 종합전적                                           | 승리팀                                             |            |
| ---- | -------------------------------------------------- | -------------------------------------------------- | -------------------------------------------------- | -------------------------------------------------- | -------------------------------------------------- | -------------------------------------------------- | -------------------------------------------------- | -------------------------------------------------- | -------------------------------------------------- | -------------------------------------------------- | -------------------------------------------------- | -------------------------------------------------- | ---------- |
| 연도 | 고려                                               | 연세                                               | 고려                                               | 연세                                               | 고려                                               | 연세                                               | 고려                                               | 연세                                               | 고려                                               | 무승부                                             | 연세                                               | 승리팀                                             |            |
| 1946 | 미실시                                             | 미실시                                             | 39                                                 | 28                                                 | 미실시                                             | 미실시                                             | 0                                                  | 1                                                  | 1                                                  | 0                                                  | 1                                                  | 무승부                                             |            |
| 1947 | 미실시                                             | 미실시                                             | 미실시                                             | 미실시                                             | 미실시                                             | 미실시                                             | 4                                                  | 1                                                  | 1                                                  | 0                                                  | 0                                                  | 고려대학교                                         |            |
| 1948 | 여수•순천 10.19 반란 사건으로 무산                 | 여수•순천 10.19 반란 사건으로 무산                 | 여수•순천 10.19 반란 사건으로 무산                 | 여수•순천 10.19 반란 사건으로 무산                 | 여수•순천 10.19 반란 사건으로 무산                 | 여수•순천 10.19 반란 사건으로 무산                 | 여수•순천 10.19 반란 사건으로 무산                 | 여수•순천 10.19 반란 사건으로 무산                 | 여수•순천 10.19 반란 사건으로 무산                 | 여수•순천 10.19 반란 사건으로 무산                 | 여수•순천 10.19 반란 사건으로 무산                 | 여수•순천 10.19 반란 사건으로 무산                 |            |
| 1949 | 여수•순천 10.19 반란 사건으로 무산                 | 여수•순천 10.19 반란 사건으로 무산                 | 여수•순천 10.19 반란 사건으로 무산                 | 여수•순천 10.19 반란 사건으로 무산                 | 여수•순천 10.19 반란 사건으로 무산                 | 여수•순천 10.19 반란 사건으로 무산                 | 여수•순천 10.19 반란 사건으로 무산                 | 여수•순천 10.19 반란 사건으로 무산                 | 여수•순천 10.19 반란 사건으로 무산                 | 여수•순천 10.19 반란 사건으로 무산                 | 여수•순천 10.19 반란 사건으로 무산                 | 여수•순천 10.19 반란 사건으로 무산                 |            |
| 1950 | 미실시                                             | 미실시                                             | 미실시                                             | 미실시                                             | 미실시                                             | 미실시                                             | 2                                                  | 1                                                  | 2                                                  | 0                                                  | 0                                                  | 고려대학교                                         |            |
| 1950 | 미실시                                             | 미실시                                             | 미실시                                             | 미실시                                             | 미실시                                             | 미실시                                             | 2                                                  | 1                                                  | 2                                                  | 0                                                  | 0                                                  | 고려대학교                                         |            |
| 1951 | 6.25 한국 전쟁의 여파로 무산                       | 6.25 한국 전쟁의 여파로 무산                       | 6.25 한국 전쟁의 여파로 무산                       | 6.25 한국 전쟁의 여파로 무산                       | 6.25 한국 전쟁의 여파로 무산                       | 6.25 한국 전쟁의 여파로 무산                       | 6.25 한국 전쟁의 여파로 무산                       | 6.25 한국 전쟁의 여파로 무산                       | 6.25 한국 전쟁의 여파로 무산                       | 6.25 한국 전쟁의 여파로 무산                       | 6.25 한국 전쟁의 여파로 무산                       | 6.25 한국 전쟁의 여파로 무산                       |            |
| 1952 | 6.25 한국 전쟁의 여파로 무산                       | 6.25 한국 전쟁의 여파로 무산                       | 6.25 한국 전쟁의 여파로 무산                       | 6.25 한국 전쟁의 여파로 무산                       | 6.25 한국 전쟁의 여파로 무산                       | 6.25 한국 전쟁의 여파로 무산                       | 6.25 한국 전쟁의 여파로 무산                       | 6.25 한국 전쟁의 여파로 무산                       | 6.25 한국 전쟁의 여파로 무산                       | 6.25 한국 전쟁의 여파로 무산                       | 6.25 한국 전쟁의 여파로 무산                       | 6.25 한국 전쟁의 여파로 무산                       |            |
| 1953 | 6.25 한국 전쟁의 여파로 무산                       | 6.25 한국 전쟁의 여파로 무산                       | 6.25 한국 전쟁의 여파로 무산                       | 6.25 한국 전쟁의 여파로 무산                       | 6.25 한국 전쟁의 여파로 무산                       | 6.25 한국 전쟁의 여파로 무산                       | 6.25 한국 전쟁의 여파로 무산                       | 6.25 한국 전쟁의 여파로 무산                       | 6.25 한국 전쟁의 여파로 무산                       | 6.25 한국 전쟁의 여파로 무산                       | 6.25 한국 전쟁의 여파로 무산                       | 6.25 한국 전쟁의 여파로 무산                       |            |
| 1954 | 6.25 한국 전쟁의 여파로 무산                       | 6.25 한국 전쟁의 여파로 무산                       | 6.25 한국 전쟁의 여파로 무산                       | 6.25 한국 전쟁의 여파로 무산                       | 6.25 한국 전쟁의 여파로 무산                       | 6.25 한국 전쟁의 여파로 무산                       | 6.25 한국 전쟁의 여파로 무산                       | 6.25 한국 전쟁의 여파로 무산                       | 6.25 한국 전쟁의 여파로 무산                       | 6.25 한국 전쟁의 여파로 무산                       | 6.25 한국 전쟁의 여파로 무산                       | 6.25 한국 전쟁의 여파로 무산                       |            |
| 1955 | 6.25 한국 전쟁의 여파로 무산                       | 6.25 한국 전쟁의 여파로 무산                       | 6.25 한국 전쟁의 여파로 무산                       | 6.25 한국 전쟁의 여파로 무산                       | 6.25 한국 전쟁의 여파로 무산                       | 6.25 한국 전쟁의 여파로 무산                       | 6.25 한국 전쟁의 여파로 무산                       | 6.25 한국 전쟁의 여파로 무산                       | 6.25 한국 전쟁의 여파로 무산                       | 6.25 한국 전쟁의 여파로 무산                       | 6.25 한국 전쟁의 여파로 무산                       | 6.25 한국 전쟁의 여파로 무산                       |            |
| 1956 | 0                                                  | 6                                                  | 54                                                 | 59                                                 | 6                                                  | 0                                                  | 1                                                  | 0                                                  | 2                                                  | 0                                                  | 2                                                  | 무승부                                             |            |
| 1957 | 미실시                                             | 미실시                                             | 58                                                 | 65                                                 | 미실시                                             | 미실시                                             | 0                                                  | 1                                                  | 0                                                  | 0                                                  | 2                                                  | 연세대학교                                         |            |
| 1958 | 한강 아이스하키부 사건으로 무산                    | 한강 아이스하키부 사건으로 무산                    | 한강 아이스하키부 사건으로 무산                    | 한강 아이스하키부 사건으로 무산                    | 한강 아이스하키부 사건으로 무산                    | 한강 아이스하키부 사건으로 무산                    | 한강 아이스하키부 사건으로 무산                    | 한강 아이스하키부 사건으로 무산                    | 한강 아이스하키부 사건으로 무산                    | 한강 아이스하키부 사건으로 무산                    | 한강 아이스하키부 사건으로 무산                    | 한강 아이스하키부 사건으로 무산                    |            |
| 1959 | 2                                                  | 4                                                  | 71                                                 | 53                                                 | 6                                                  | 0                                                  | 2                                                  | 1                                                  | 3                                                  | 0                                                  | 1                                                  | 고려대학교                                         |            |
| 1960 | 1                                                  | 2                                                  | 84                                                 | 63                                                 | 3                                                  | 3                                                  | 0                                                  | 0                                                  | 1                                                  | 2                                                  | 1                                                  | 무승부                                             |            |
| 1961 | 고려대의 대한체육회 탈퇴 및 5.16 군사정변으로 무산 | 고려대의 대한체육회 탈퇴 및 5.16 군사정변으로 무산 | 고려대의 대한체육회 탈퇴 및 5.16 군사정변으로 무산 | 고려대의 대한체육회 탈퇴 및 5.16 군사정변으로 무산 | 고려대의 대한체육회 탈퇴 및 5.16 군사정변으로 무산 | 고려대의 대한체육회 탈퇴 및 5.16 군사정변으로 무산 | 고려대의 대한체육회 탈퇴 및 5.16 군사정변으로 무산 | 고려대의 대한체육회 탈퇴 및 5.16 군사정변으로 무산 | 고려대의 대한체육회 탈퇴 및 5.16 군사정변으로 무산 | 고려대의 대한체육회 탈퇴 및 5.16 군사정변으로 무산 | 고려대의 대한체육회 탈퇴 및 5.16 군사정변으로 무산 | 고려대의 대한체육회 탈퇴 및 5.16 군사정변으로 무산 |            |
| 1962 | 고려대의 대한체육회 탈퇴 및 5.16 군사정변으로 무산 | 고려대의 대한체육회 탈퇴 및 5.16 군사정변으로 무산 | 고려대의 대한체육회 탈퇴 및 5.16 군사정변으로 무산 | 고려대의 대한체육회 탈퇴 및 5.16 군사정변으로 무산 | 고려대의 대한체육회 탈퇴 및 5.16 군사정변으로 무산 | 고려대의 대한체육회 탈퇴 및 5.16 군사정변으로 무산 | 고려대의 대한체육회 탈퇴 및 5.16 군사정변으로 무산 | 고려대의 대한체육회 탈퇴 및 5.16 군사정변으로 무산 | 고려대의 대한체육회 탈퇴 및 5.16 군사정변으로 무산 | 고려대의 대한체육회 탈퇴 및 5.16 군사정변으로 무산 | 고려대의 대한체육회 탈퇴 및 5.16 군사정변으로 무산 | 고려대의 대한체육회 탈퇴 및 5.16 군사정변으로 무산 |            |
| 1963 | 고려대의 대한체육회 탈퇴 및 5.16 군사정변으로 무산 | 고려대의 대한체육회 탈퇴 및 5.16 군사정변으로 무산 | 고려대의 대한체육회 탈퇴 및 5.16 군사정변으로 무산 | 고려대의 대한체육회 탈퇴 및 5.16 군사정변으로 무산 | 고려대의 대한체육회 탈퇴 및 5.16 군사정변으로 무산 | 고려대의 대한체육회 탈퇴 및 5.16 군사정변으로 무산 | 고려대의 대한체육회 탈퇴 및 5.16 군사정변으로 무산 | 고려대의 대한체육회 탈퇴 및 5.16 군사정변으로 무산 | 고려대의 대한체육회 탈퇴 및 5.16 군사정변으로 무산 | 고려대의 대한체육회 탈퇴 및 5.16 군사정변으로 무산 | 고려대의 대한체육회 탈퇴 및 5.16 군사정변으로 무산 | 고려대의 대한체육회 탈퇴 및 5.16 군사정변으로 무산 |            |
| 1964 | 고려대의 대한체육회 탈퇴 및 5.16 군사정변으로 무산 | 고려대의 대한체육회 탈퇴 및 5.16 군사정변으로 무산 | 고려대의 대한체육회 탈퇴 및 5.16 군사정변으로 무산 | 고려대의 대한체육회 탈퇴 및 5.16 군사정변으로 무산 | 고려대의 대한체육회 탈퇴 및 5.16 군사정변으로 무산 | 고려대의 대한체육회 탈퇴 및 5.16 군사정변으로 무산 | 고려대의 대한체육회 탈퇴 및 5.16 군사정변으로 무산 | 고려대의 대한체육회 탈퇴 및 5.16 군사정변으로 무산 | 고려대의 대한체육회 탈퇴 및 5.16 군사정변으로 무산 | 고려대의 대한체육회 탈퇴 및 5.16 군사정변으로 무산 | 고려대의 대한체육회 탈퇴 및 5.16 군사정변으로 무산 | 고려대의 대한체육회 탈퇴 및 5.16 군사정변으로 무산 |            |
|      | 0고 0무 3연                                        | 0고 0무 3연                                        | 3고 0무 2연                                        | 3고 0무 2연                                        | 2고 1무 0연                                        | 2고 1무 0연                                        | 5고 1무 2연                                        | 5고 1무 2연                                        | 10고                                               | 2무                                                | 7연                                                | 3고 3무 1연                                        |            |
| 우세 | 연세대학교                                         | 연세대학교                                         | 고려대학교                                         | 고려대학교                                         | 고려대학교                                         | 고려대학교                                         | 고려대학교                                         | 고려대학교                                         | 고려대학교                                         | 고려대학교                                         | 고려대학교                                         | 고려대학교                                         | 고려대학교 |

### 정기전

#### 종합 전적
| 연도 | 야구                               | 야구                               | 농구                               | 농구                               | 아이스하키                         | 아이스하키                         | 럭비                               | 럭비                               | 축구                               | 축구                               | 종합전적                           | 종합전적                           | 종합전적                           | 승리팀                             |
| ---- | ---------------------------------- | ---------------------------------- | ---------------------------------- | ---------------------------------- | ---------------------------------- | ---------------------------------- | ---------------------------------- | ---------------------------------- | ---------------------------------- | ---------------------------------- | ---------------------------------- | ---------------------------------- | ---------------------------------- | ---------------------------------- |
| 연도 | 고 려                              | 연 세                              | 고 려                              | 연 세                              | 고 려                              | 연 세                              | 고 려                              | 연 세                              | 고 려                              | 연 세                              | 고 려                              | 무승부                             | 연 세                              | 승리팀                             |
| 1965 | 2                                  | 3                                  | 89                                 | 84                                 | 4                                  | 4                                  | 3                                  | 11                                 | 1                                  | 1                                  | 1                                  | 2                                  | 2                                  | 연세대학교                         |
| 1966 | 2                                  | 0                                  | 91                                 | 105                                | 6                                  | 6                                  | 3                                  | 0                                  | 0                                  | 2                                  | 2                                  | 1                                  | 2                                  | 무승부                             |
| 1967 | 5                                  | 0                                  | 87                                 | 83                                 | 6                                  | 2                                  | 5                                  | 3                                  | 0                                  | 0                                  | 4                                  | 1                                  | 0                                  | 고려대학교                         |
| 1968 | 4                                  | 3                                  | 87                                 | 76                                 | 7                                  | 5                                  | 16                                 | 6                                  | 0                                  | 0                                  | 4                                  | 1                                  | 0                                  | 고려대학교                         |
| 1969 | 4                                  | 3                                  | 64                                 | 64                                 | 6                                  | 5                                  | 3                                  | 5                                  | 0                                  | 1                                  | 2                                  | 1                                  | 2                                  | 무승부                             |
| 1970 | 1                                  | 1                                  | 71                                 | 79                                 | 9                                  | 4                                  | 6                                  | 8                                  | 3                                  | 0                                  | 2                                  | 1                                  | 2                                  | 무승부                             |
| 1971 | 학원사태로 무산                    | 학원사태로 무산                    | 학원사태로 무산                    | 학원사태로 무산                    | 학원사태로 무산                    | 학원사태로 무산                    | 학원사태로 무산                    | 학원사태로 무산                    | 학원사태로 무산                    | 학원사태로 무산                    | 학원사태로 무산                    | 학원사태로 무산                    | 학원사태로 무산                    | 학원사태로 무산                    |
| 1972 | 학원사태로 무산                    | 학원사태로 무산                    | 학원사태로 무산                    | 학원사태로 무산                    | 학원사태로 무산                    | 학원사태로 무산                    | 학원사태로 무산                    | 학원사태로 무산                    | 학원사태로 무산                    | 학원사태로 무산                    | 학원사태로 무산                    | 학원사태로 무산                    | 학원사태로 무산                    | 학원사태로 무산                    |
| 1973 | 6                                  | 4                                  | 62                                 | 64                                 | 4                                  | 3                                  | 13                                 | 3                                  | 2                                  | 1                                  | 4                                  | 0                                  | 1                                  | 고려대학교                         |
| 1974 | 6                                  | 5                                  | 87                                 | 83                                 | 5                                  | 3                                  | 16                                 | 12                                 | 1                                  | 1                                  | 4                                  | 1                                  | 0                                  | 고려대학교                         |
| 1975 | 고려대학교 축구부 버스 사고로 무산 | 고려대학교 축구부 버스 사고로 무산 | 고려대학교 축구부 버스 사고로 무산 | 고려대학교 축구부 버스 사고로 무산 | 고려대학교 축구부 버스 사고로 무산 | 고려대학교 축구부 버스 사고로 무산 | 고려대학교 축구부 버스 사고로 무산 | 고려대학교 축구부 버스 사고로 무산 | 고려대학교 축구부 버스 사고로 무산 | 고려대학교 축구부 버스 사고로 무산 | 고려대학교 축구부 버스 사고로 무산 | 고려대학교 축구부 버스 사고로 무산 | 고려대학교 축구부 버스 사고로 무산 | 고려대학교 축구부 버스 사고로 무산 |
| 1976 | 3                                  | 3                                  | 67                                 | 90                                 | 3                                  | 9                                  | 6                                  | 6                                  | 1                                  | 0                                  | 1                                  | 2                                  | 2                                  | 연세대학교                         |
| 1977 | 2                                  | 6                                  | 86                                 | 86                                 | 4                                  | 3                                  | 7                                  | 8                                  | 0                                  | 0                                  | 1                                  | 2                                  | 2                                  | 연세대학교                         |
| 1978 | 1                                  | 2                                  | 70                                 | 72                                 | 4                                  | 2                                  | 10                                 | 4                                  | 0                                  | 1                                  | 2                                  | 0                                  | 3                                  | 연세대학교                         |
| 1979 | 4                                  | 1                                  | 80                                 | 80                                 | 3                                  | 4                                  | 39                                 | 16                                 | 1                                  | 3                                  | 2                                  | 1                                  | 2                                  | 무승부                             |
| 1980 | 학원사태로 무산                    | 학원사태로 무산                    | 학원사태로 무산                    | 학원사태로 무산                    | 학원사태로 무산                    | 학원사태로 무산                    | 학원사태로 무산                    | 학원사태로 무산                    | 학원사태로 무산                    | 학원사태로 무산                    | 학원사태로 무산                    | 학원사태로 무산                    | 학원사태로 무산                    | 학원사태로 무산                    |
| 1981 | 0                                  | 3                                  | 77                                 | 76                                 | 5                                  | 6                                  | 12                                 | 14                                 | 0                                  | 0                                  | 1                                  | 1                                  | 3                                  | 연세대학교                         |
| 1982 | 3                                  | 0                                  | 80                                 | 81                                 | 6                                  | 3                                  | 16                                 | 21                                 | 1                                  | 0                                  | 3                                  | 0                                  | 2                                  | 고려대학교                         |
| 1983 | 양교 총장 성명서 발표              | 양교 총장 성명서 발표              | 양교 총장 성명서 발표              | 양교 총장 성명서 발표              | 양교 총장 성명서 발표              | 양교 총장 성명서 발표              | 양교 총장 성명서 발표              | 양교 총장 성명서 발표              | 양교 총장 성명서 발표              | 양교 총장 성명서 발표              | 양교 총장 성명서 발표              | 양교 총장 성명서 발표              | 양교 총장 성명서 발표              | 양교 총장 성명서 발표              |
| 1984 | 6                                  | 0                                  | 57                                 | 51                                 | 3                                  | 7                                  | 12                                 | 22                                 | 1                                  | 2                                  | 2                                  | 0                                  | 3                                  | 연세대학교                         |
| 1985 | 1                                  | 5                                  | 61                                 | 65                                 | 2                                  | 11                                 | 0                                  | 19                                 | 4                                  | 0                                  | 1                                  | 0                                  | 4                                  | 연세대학교                         |
| 1986 | 4                                  | 2                                  | 25                                 | 21                                 | 4                                  | 6                                  | 0                                  | 3                                  | 0                                  | 0                                  | 1                                  | 2                                  | 2                                  | 연세대학교                         |
| 1987 | 11                                 | 0                                  | 67                                 | 64                                 | 5                                  | 4                                  | 3                                  | 25                                 | 2                                  | 3                                  | 3                                  | 0                                  | 2                                  | 고려대학교                         |
| 1988 | 3                                  | 4                                  | 57                                 | 69                                 | 5                                  | 3                                  | 10                                 | 16                                 | 0                                  | 3                                  | 1                                  | 0                                  | 4                                  | 연세대학교                         |
| 1989 | 1                                  | 2                                  | 69                                 | 78                                 | 8                                  | 5                                  | 21                                 | 18                                 | 5                                  | 2                                  | 3                                  | 0                                  | 2                                  | 고려대학교                         |
| 1990 | 3                                  | 2                                  | 58                                 | 74                                 | 2                                  | 2                                  | 21                                 | 7                                  | 3                                  | 2                                  | 3                                  | 1                                  | 1                                  | 고려대학교                         |
| 1991 | 1                                  | 4                                  | 57                                 | 69                                 | 2                                  | 4                                  | 12                                 | 21                                 | 3                                  | 1                                  | 1                                  | 0                                  | 4                                  | 연세대학교                         |
| 1992 | 3                                  | 1                                  | 65                                 | 67                                 | 3                                  | 8                                  | 17                                 | 11                                 | 1                                  | 0                                  | 3                                  | 0                                  | 2                                  | 고려대학교                         |
| 1993 | 3                                  | 2                                  | 60                                 | 71                                 | 3                                  | 4                                  | 7                                  | 23                                 | 1                                  | 0                                  | 2                                  | 0                                  | 3                                  | 연세대학교                         |
| 1994 | 7                                  | 0                                  | 73                                 | 59                                 | 3                                  | 5                                  | 10                                 | 10                                 | 3                                  | 1                                  | 3                                  | 1                                  | 1                                  | 고려대학교                         |
| 1995 | 5                                  | 9                                  | 92                                 | 87                                 | 5                                  | 3                                  | 15                                 | 13                                 | 2                                  | 2                                  | 3                                  | 1                                  | 1                                  | 고려대학교                         |
| 1996 | 연세대학교 한총련 사태로 무산      | 연세대학교 한총련 사태로 무산      | 연세대학교 한총련 사태로 무산      | 연세대학교 한총련 사태로 무산      | 연세대학교 한총련 사태로 무산      | 연세대학교 한총련 사태로 무산      | 연세대학교 한총련 사태로 무산      | 연세대학교 한총련 사태로 무산      | 연세대학교 한총련 사태로 무산      | 연세대학교 한총련 사태로 무산      | 연세대학교 한총련 사태로 무산      | 연세대학교 한총련 사태로 무산      | 연세대학교 한총련 사태로 무산      | 연세대학교 한총련 사태로 무산      |
| 1997 | 1                                  | 1                                  | 62                                 | 68                                 | 5                                  | 4                                  | 9                                  | 18                                 | 1                                  | 2                                  | 1                                  | 1                                  | 3                                  | 연세대학교                         |
| 1998 | 6                                  | 2                                  | 61                                 | 58                                 | 3                                  | 6                                  | 23                                 | 27                                 | 0                                  | 2                                  | 2                                  | 0                                  | 3                                  | 연세대학교                         |
| 1999 | 3                                  | 3                                  | 69                                 | 72                                 | 3                                  | 4                                  | 경기취소                           | 경기취소                           | 1                                  | 2                                  | 0                                  | 1                                  | 3                                  | 연세대학교                         |
| 2000 | 1                                  | 1                                  | 61                                 | 54                                 | 2                                  | 3                                  | 10                                 | 22                                 | 2                                  | 0                                  | 2                                  | 1                                  | 2                                  | 무승부                             |
| 2001 | 2                                  | 9                                  | 98                                 | 84                                 | 3                                  | 3                                  | 20                                 | 26                                 | 0                                  | 1                                  | 1                                  | 1                                  | 3                                  | 연세대학교                         |
| 2002 | 8                                  | 3                                  | 70                                 | 73                                 | 3                                  | 3                                  | 30                                 | 24                                 | 4                                  | 0                                  | 3                                  | 1                                  | 1                                  | 고려대학교                         |
| 2003 | 3                                  | 2                                  | 65                                 | 80                                 | 2                                  | 3                                  | 19                                 | 18                                 | 0                                  | 0                                  | 2                                  | 1                                  | 2                                  | 무승부                             |
| 2004 | 2                                  | 1                                  | 74                                 | 88                                 | 3                                  | 5                                  | 19                                 | 16                                 | 2                                  | 0                                  | 3                                  | 0                                  | 2                                  | 고려대학교                         |
| 2005 | 0                                  | 3                                  | 76                                 | 75                                 | 1                                  | 3                                  | 14                                 | 21                                 | 0                                  | 2                                  | 1                                  | 0                                  | 4                                  | 연세대학교                         |
| 2006 | 1                                  | 6                                  | 66                                 | 53                                 | 2                                  | 3                                  | 27                                 | 3                                  | 1                                  | 1                                  | 2                                  | 1                                  | 2                                  | 무승부                             |
| 2007 | 5                                  | 2                                  | 90                                 | 75                                 | 경기취소                           | 경기취소                           | 30                                 | 22                                 | 0                                  | 0                                  | 3                                  | 1                                  | 0                                  | 고려대학교                         |
| 2008 | 2                                  | 9                                  | 74                                 | 72                                 | 1                                  | 1                                  | 21                                 | 27                                 | 0                                  | 1                                  | 1                                  | 1                                  | 3                                  | 연세대학교                         |
| 2009 | 5                                  | 4                                  | 58                                 | 74                                 | 2                                  | 4                                  | 18                                 | 18                                 | 2                                  | 1                                  | 2                                  | 1                                  | 2                                  | 무승부                             |
| 2010 | 4                                  | 4                                  | 65                                 | 74                                 | 1                                  | 8                                  | 20                                 | 38                                 | 3                                  | 0                                  | 1                                  | 1                                  | 3                                  | 연세대학교                         |
| 2011 | 1                                  | 3                                  | 67                                 | 61                                 | 1                                  | 1                                  | 8                                  | 5                                  | 3                                  | 1                                  | 3                                  | 1                                  | 1                                  | 고려대학교                         |
| 2012 | 3                                  | 1                                  | 74                                 | 60                                 | 1                                  | 3                                  | 13                                 | 15                                 | 1                                  | 0                                  | 3                                  | 0                                  | 2                                  | 고려대학교                         |
| 2013 | 1                                  | 3                                  | 75                                 | 62                                 | 2                                  | 2                                  | 20                                 | 17                                 | 2                                  | 3                                  | 2                                  | 1                                  | 2                                  | 무승부                             |
| 2014 | 6                                  | 3                                  | 61                                 | 58                                 | 3                                  | 2                                  | 33                                 | 23                                 | 2                                  | 0                                  | 5                                  | 0                                  | 0                                  | 고려대학교                         |
| 2015 | 7                                  | 5                                  | 85                                 | 74                                 | 3                                  | 4                                  | 21                                 | 24                                 | 1                                  | 1                                  | 2                                  | 1                                  | 2                                  | 무승부                             |
| 2016 | 4                                  | 3                                  | 71                                 | 71                                 | 3                                  | 3                                  | 26                                 | 27                                 | 3                                  | 1                                  | 2                                  | 2                                  | 1                                  | 고려대학교                         |
| 2017 | 4                                  | 5                                  | 73                                 | 83                                 | 1                                  | 5                                  | 21                                 | 26                                 | 1                                  | 2                                  | 0                                  | 0                                  | 5                                  | 연세대학교                         |
| 2018 | 경기취소                           | 경기취소                           | 69                                 | 72                                 | 2                                  | 1                                  | 15                                 | 31                                 | 1                                  | 2                                  | 1                                  | 0                                  | 3                                  | 연세대학교                         |
| 2019 | 3                                  | 6                                  | 82                                 | 71                                 | 1                                  | 4                                  | 경기취소                           | 경기취소                           | 경기취소                           | 경기취소                           | 1                                  | 0                                  | 2                                  | 무효                               |
| 2020 | 코로나19 확산 우려로 인해 취소     | 코로나19 확산 우려로 인해 취소     | 코로나19 확산 우려로 인해 취소     | 코로나19 확산 우려로 인해 취소     | 코로나19 확산 우려로 인해 취소     | 코로나19 확산 우려로 인해 취소     | 코로나19 확산 우려로 인해 취소     | 코로나19 확산 우려로 인해 취소     | 코로나19 확산 우려로 인해 취소     | 코로나19 확산 우려로 인해 취소     | 코로나19 확산 우려로 인해 취소     | 코로나19 확산 우려로 인해 취소     | 코로나19 확산 우려로 인해 취소     | 코로나19 확산 우려로 인해 취소     |
| 2021 | 코로나19 확산 우려로 인해 취소     | 코로나19 확산 우려로 인해 취소     | 코로나19 확산 우려로 인해 취소     | 코로나19 확산 우려로 인해 취소     | 코로나19 확산 우려로 인해 취소     | 코로나19 확산 우려로 인해 취소     | 코로나19 확산 우려로 인해 취소     | 코로나19 확산 우려로 인해 취소     | 코로나19 확산 우려로 인해 취소     | 코로나19 확산 우려로 인해 취소     | 코로나19 확산 우려로 인해 취소     | 코로나19 확산 우려로 인해 취소     | 코로나19 확산 우려로 인해 취소     | 코로나19 확산 우려로 인해 취소     |
| 2022 | 2                                  | 8                                  | 72                                 | 64                                 | 4                                  | 1                                  | 57                                 | 24                                 | 0                                  | 1                                  | 3                                  | 0                                  | 2                                  | 고려대학교                         |
| 2023 | 4                                  | 6                                  | 64                                 | 60                                 | 1                                  | 4                                  | 41                                 | 27                                 | 3                                  | 0                                  | 3                                  | 0                                  | 2                                  | 고려대학교                         |
| 2024 | 3                                  | 0                                  | 54                                 | 57                                 | 4                                  | 3                                  | 경기취소                           | 경기취소                           | 1                                  | 2                                  | 2                                  | 0                                  | 2                                  | 무승부                             |
|      | 26고 6무 19연                      | 26고 6무 19연                      | 24고 5무 23연                      | 24고 5무 23연                      | 18고 9무 24연                      | 18고 9무 24연                      | 21고 3무 25연                      | 21고 3무 25연                      | 21고 12무 18연                     | 21고 12무 18연                     | 110고                              | 35무                               | 109연                              | 20고 11무 20연                     |
| 우세 | 고려대학교                         | 고려대학교                         | 고려대학교                         | 고려대학교                         | 연세대학교                         | 연세대학교                         | 연세대학교                         | 연세대학교                         | 고려대학교                         | 고려대학교                         | 고려대학교                         | 고려대학교                         | 고려대학교                         | 무승부                             |

## 같이 보기
- 강릉정기전
- 전 배재 대 전 양정 럭비정기전
- 포항공과대학교-한국과학기술원 정기전
- 고려대학교 축구부
- 고려대학교 농구부
- 연세대학교 축구부
- 연세대학교 농구부